# 河西村 (滋賀県)
河西村（かわにしむら）は、滋賀県野洲郡にあった村。現在の守山市中心部の北方、おおむね野洲川の左岸にあたる。

## 地理
- 河川：野洲川

## 歴史
- 1889年（明治22年）4月1日 - 町村制の施行により、播磨田村・小島村・中村・笠原村・今市村・荒見村および川田村の一部（川田・喜多・田中）の区域をもって発足。
- 1955年（昭和30年）1月15日 - 守山町・小津村・玉津村・速野村と合併し、改めて守山町が発足。同日河西村廃止。